# Guillermo León Escobar Herrán
Guillermo León Escobar Herrán (17 de enero de 1944, Armenia, Quindío, Colombia-17 de diciembre de 2017, Roma, Italia) fue un teólogo, sociólogo y diplomático colombiano.  

## Biografía
Ejerció como Embajador de Colombia ante la Santa Sede durante dos periodos: entre 1998 y 2007 y en una segunda ocasión desde 2014 hasta su muerte en 2017. 
Se graduó de Sociología en la Universidad Pontificia Bolivariana y se doctoró de Filosofía y Teología en la Universidad de Bonn. Posteriormente fue profesor de sacerdotes y de Ciencias Políticas en la Universidad Javeriana, para posteriormente ser maestro de la Pontificia Universidad Gregoriana de Roma, donde enseñaba sociología política.
Durante el gobierno de Belisario Betancur, fue director general de Inspección Educativa de Colombia. En 1988 se convirtió en asesor permanente del Consejo Episcopal Latinoamericano y de la Conferencia Episcopal. En 1997 se convirtió en el primer laico latinoamericano que se dirigió a los cardenales en el Sínodo de Obispos, invitado por Juan Pablo II. Fue representante de este en la celebración de los 50 años de la Cepal y en la de los 500 años del Descubrimiento de América. 
Así mismo, fue consultor en el Pontificio Consejo de la Familia y el Pontificio Consejo para los Laicos. 
Fue el impulsor de la visita del papa Juan Pablo II a Colombia en 1986 y de la Visita del papa Francisco a Colombia en 2014. 

## Muerte
Falleció en Roma el 17 de diciembre de 2017, por cáncer de colon. Las exequias fúnebres se realizaron el 20 de diciembre en la Catedral Primada de Bogotá. 